# Najas tenuifolia
Najas tenuifolia är en dybladsväxtart som beskrevs av Robert Brown. Najas tenuifolia ingår i släktet najasar, och familjen dybladsväxter. IUCN kategoriserar arten globalt som livskraftig.

## Underarter
Arten delas in i följande underarter:
- N. t. pseudograminea
- N. t. tenuifolia
- N. t. celebica